# ホルマン・S・メルチャー
ホルマン・ステープルズ・メルチャー (Holman Staples Melcher、1841年 - 1905年）はアメリカ合衆国の政治家、軍人。

## 略歴
メイン州トップシャムで生まれた。1858年にベイツ大学に入学し、1862年8月29日に北軍に入隊し、伍長となった。南北戦争では、20th Maine Infantry に所属し、ゲティスバーグの戦いなど多くの戦いに従軍した。ゲティスバーグでは、中隊長を務め、Little Round Topで銃剣突撃を開始したと主張した。1863年に中尉に昇進し、ジョシュア・チェンバレン大佐の副官を務めた。1864年に大尉に昇進した。最終的に少佐となった。スポットシルバニア・コートハウスの戦いで負傷し、1865年7月16日に除隊した。
後に20th Maine Regiment Association (1876 - 1905)会長を務めた。the Maine MOLLUS's War Papers Vol. 1 (1898)にAn Experience in the Battle of the Wildernessと題し、自分自身の経験に基づいた記事を掲載した。さらに、メイン州ポートランドで卸売食料品店を経営して成功し、共和党所属のポートランド市長 (1889 - 1890)に選出された。 Free Street Baptist Churchの熱心な信者だった。
1868年6月にポートランド出身のエレン・M・マクレラン(1872年5月死亡)と結婚した。次に、1874年5月21日にアリス・E・ハート(ディーコン・ヘンリー・B・ハートとサラ（ヒル）ハートの娘)と結婚した。ジョージアナ・ヒルという娘がおり、彼女はハリーテューキー・ジョンソンと結婚した。
メルチャーの論文のほとんどは現在ボウディン大学とメイン州歴史協会で保管されている。

## ゲティスバーグの戦いに関する論争

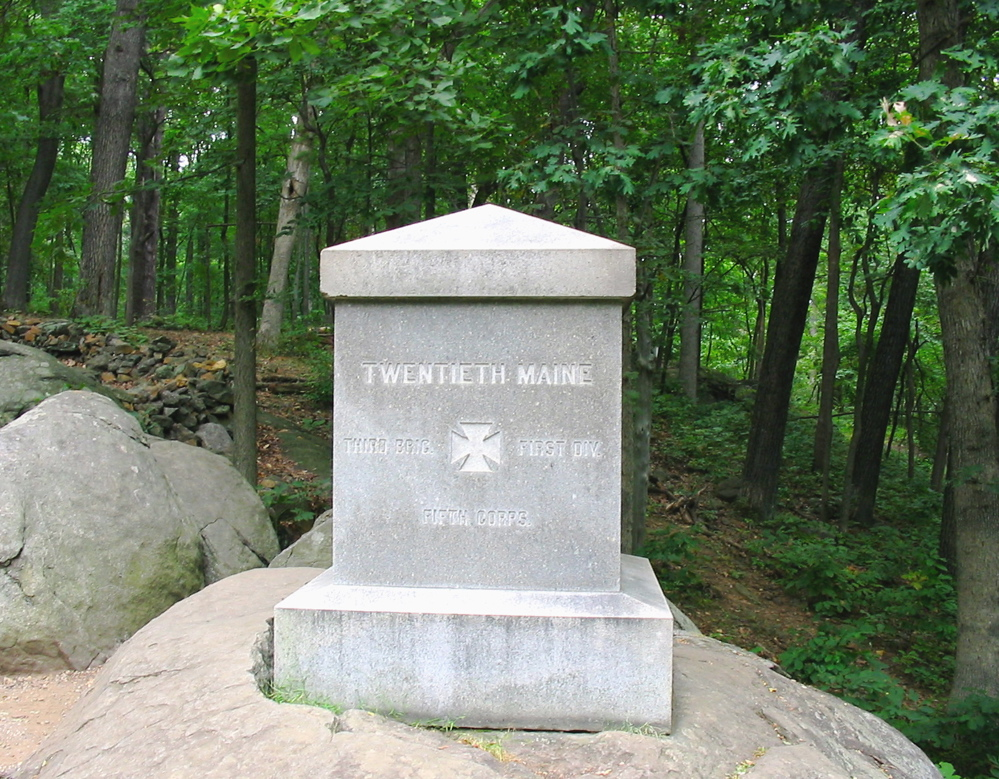
Little Round Topにあるthe 20th Maine記念碑